# Signál (film)
Signál je český film z roku 2012 režiséra Tomáše Řehořka. Hrají v něm Vojtěch Dyk, Kryštof Hádek, Bolek Polívka. Jde o satirickou komedii. Dva podvodníci z města využívají neznalosti lidí na vesnici a předstírají, že rozhodují o výběru pozemku pro stavbu mobilního vysílače.
Film se natáčel v Kraji Vysočina, přesněji v Broumově Lhotě a Lipnici nad Sázavou.

## Recenze
- Martin, Film CZ, 21. únor 2012  Číst online